# Foued Mohamed-Aggad
Foued Mohamed-Aggad, né le 18 septembre 1992 à Wissembourg  (Bas-Rhin) et mort le 14 novembre 2015 à Paris 11e, est un terroriste islamiste français. Parti rejoindre les rangs de l'organisation djihadiste État islamique au Moyen-Orient en décembre 2013 au sein de la filière de Strasbourg, il est revenu en France où il est devenu l'un des trois auteurs, avec Ismaël Omar Mostefaï et Samy Amimour, de la tuerie du Bataclan qui a causé la mort de 90 personnes lors des attentats du 13 novembre 2015 à Paris.

## Biographie

### Formation
Foued Mohamed-Aggad a passé son enfance dans le village de Steinseltz dans le Bas-Rhin (Alsace). Sa famille a ensuite déménagé à deux kilomètres de là, à Wissembourg, commune où il a résidé jusqu'à son départ pour la Syrie. Les deux parents de Foued Mohamed-Aggad sont des ouvriers. Son père est Algérien tandis que sa mère est Marocaine, née à Oujda. Divorcée en 2007, elle élève seule ses quatre enfants, deux garçons et deux filles, dans un quartier HLM de la ville, avant de s'installer dans une petite maison du centre-ville,. Avant de se rendre au Moyen-Orient, Foued Mohamed-Aggad enchaîne les missions d'intérim dans les secteurs de la serrurerie, de la restauration ou encore de la manutention. Après des études dans un lycée technique, il a tenté en vain de passer le concours d'entrée de la police et de s'engager dans l'armée.

### Radicalisation et départ pour la Syrie
Peu religieux jusqu'à l'âge adulte, il commence à pratiquer un islam plus orthodoxe vers 2012. Il se met à fréquenter très régulièrement la mosquée de son quartier et se laisse pousser la barbe. Kaltoum, sa petite-amie de l'époque, décrira sa radicalisation lors du procès des attentats. D'abord « joyeux, drôle et gentil », son comportement change brutalement. Il parle une nuit entière avec un recruteur de Daech puis regarde de nombreuses vidéos de propagandes. Il exige alors de Kaltoum qu'elle porte le voile, la frappe et arrache ses vêtements jugés trop courts.
En décembre 2013, il part pour la Syrie accompagné de son frère aîné Karim et d'un groupe de huit amis, pour la plupart originaires du quartier de la Meinau à Strasbourg. Leur voyage s'effectue sous couvert d'une mission humanitaire. Ils se rendent en Syrie via un vol Francfort - Antalya, de là ils franchissent la frontière syro-turque. Ils sont en contact avec Mourad Farès, un Français soupçonné d'avoir fait passer de nombreux candidats au djihad en Syrie. Le groupe de Strasbourgeois rejoint aussitôt l'État islamique en Irak et au Levant (EIIL), Moured Farès qui espérait les convaincre de rallier le Front al-Nosra étant pris de vitesse.
Peu après son arrivée, le groupe se retrouve impliqué dans des combats à Alep lorsque les rebelles lancent une offensive contre l'EIIL. Deux membres du groupe d'Alsaciens sont tués en janvier 2014. Foued Mohamed-Aggad et les autres évacuent la région et se replient sur Raqqa. 
En mars 2014, il menace plusieurs fois la France dans des conversations téléphoniques interceptées par les autorités françaises : « si je rentre en France, c'est pas pour aller en prison, c'est pour tout exploser » le 8 mars ou encore une semaine plus tard : « Si je pouvais revenir en France, wallahi, je ferais tout sauter ! Et là, ils auront une raison d'avoir peur ces putains de kouffars ! Inch'Allah, la promesse d'Allah va s'accomplir. Un jour, la France, on va l'attaquer. »,,. 
Au printemps 2014, les membres du groupe de Strasbourg, dont le frère de Foued Mohamed-Aggad, décident de rentrer en France. Seul ce dernier reste sur place. Il acquiert, à l'image d'Abdelhamid Abaaoud, une certaine notoriété dans le monde djihadiste virtuel car il communique régulièrement sur les réseaux sociaux. Il s'établit à Al-Chaddadeh et apparaîtrait dans une vidéo en train d'égorger un prisonnier. Il se marie avec une française venue le rejoindre, ensemble ils ont un enfant. En août 2014, il est nommé émir à la tête d'un bataillon de 300 combattants. Le 8 septembre 2014, il échappe de justesse à deux frappes aériennes menées sur une boulangerie à Raqqa qui cause la mort de 53 personnes. Selon le journaliste David Thomson, il combattait « aux dernières nouvelles » en Irak.

### Participation à la tuerie du Bataclan
Foued Mohamed-Aggad parvient à revenir en France sans se faire repérer par les autorités.
Le 13 novembre 2015, il participe, avec Ismaël Omar Mostefaï et Samy Amimour à la  tuerie du Bataclan, l'une des trois séries d'attentats visant l'Île-de-France ce jour-là. Les trois hommes, munis de kalachnikovs et de ceintures explosives, commencent leur attaque à  21 h 47. Elle durera plusieurs heures, causant la mort de 90 spectateurs. Après la mort d'Amimour, tué par un policier de la BAC à  22 h 7, les deux derniers terroristes se retranchent avec une dizaine d'otages. La BRI décide, après des négociations infructueuses, de donner l'assaut pour libérer les spectateurs retenus par les deux djihadistes. Il durera cinq minutes. À 0 h 10, Foued Mohamed-Aggad envoie un dernier message à sa mère : « Je vais bientôt rencontrer Allah ».
Le premier binôme de la colonne d'intervention ouvre la porte, abrité derrière un bouclier Ramsès. Le bouclier recevra vingt-sept impacts. Les hommes de la BRI avancent vers l'endroit où les terroristes se sont réfugiés et des otages se mettent à l'abri en rampant. Les terroristes, positionnés au fond et essayant de s'abriter derrière les otages, répondent à l'assaut des policiers par des tirs nourris. Une partie des policiers lancent des grenades détonantes et défensives, au fur et à mesure de leur avancée, les autres aident les otages à quitter les lieux. Arrivés face aux terroristes, les hommes de la BRI tirent. Ismaël Mostefaï, mortellement touché, déclenche sa ceinture explosive. La déflagration tue Foued Mohamed-Aggad,. Tous les otages sont évacués sains et saufs.
Les enquêteurs ne déterminent pas immédiatement son identité après le massacre. La femme de Foued Mohamed-Aggad envoie un SMS à la mère de ce dernier depuis la Syrie, fin novembre 2015 dans lequel elle confirme sa participation aux attentats. Ceci permet aux autorités de confirmer son identité grâce à des tests ADN. Sa veuve et fille sont présumées mortes dans un bombardement en 2017 ou 2018. En 2022, sa mère est condamnée à un an de prison ferme pour financement du terrorisme, pour avoir envoyé un total de 13 000 euros à son fils en Syrie. Elle sera ensuite expulsée vers le Maroc.